# Флорида (тауншип, Миннесота)
Флорида (англ. Florida) — тауншип в округе Йеллоу-Медисин, Миннесота, США. На 2000 год его население составило 164 человека.

## География
По данным Бюро переписи населения США площадь тауншипа составляет 86,5 км², из которых 86,5 км² занимает суша, водоёмов нет.

## Демография
По данным переписи населения 2000 года здесь находились 164 человека, 55 домохозяйств и 43 семьи. Плотность населения —  1,9 чел./км². На территории тауншипа расположено 68 построек со средней плотностью 0,8 построек на один квадратный километр. Расовый состав населения: 100,00 % белых.
Из 55 домохозяйств в 36,4 % воспитывались дети до 18 лет, в 76,4 % проживали супружеские пары, в 1,8 % проживали незамужние женщины и в 21,8 % домохозяйств проживали несемейные люди. 20,0 % домохозяйств состояли из одного человека, при том 3,6 % из — одиноких пожилых людей старше 65 лет. Средний размер домохозяйства — 2,98, а семьи — 3,49 человека.
34,8 % населения — младше 18 лет, 6,1 % — в возрасте от 18 до 24 лет, 24,4 % — от 25 до 44, 26,8 % — от 45 до 64, и 7,9 % — старше 65 лет. Средний возраст — 36 лет. На каждые 100 женщин приходилось 107,6 мужчин. На каждые 100 женщин старше 18 приходилось 122,9 мужчин.
Средний годовой доход домохозяйства составлял 30 625 долларов, а средний годовой доход семьи —  30 625 долларов. Средний доход мужчин —  23 000  долларов, в то время как у женщин — 14 375. Доход на душу населения составил 12 349 долларов. За чертой бедности находились 9,1 % семей и 9,6 % всего населения тауншипа, из которых 7,0 % младше 18 лет.